# Gropeheia
Die Gropeheia (norwegisch für Senkenhöhe) ist ein Berg der Sør Rondane im ostantarktischen Königin-Maud-Land. Er ragt nördlich des Oberstbreen im nördlichen Teil der Balchenfjella auf.
Wissenschaftler des Norwegischen Polarinstituts benannten ihn 1990 deskriptiv, da der Berg in einem Gebiet mit zahlreichen Senken liegt.